# La sparizione del signor Davenheim
La sparizione del signor Davenheim è un racconto incluso in Poirot indaga, la prima raccolta di racconti di Agatha Christie con protagonista il piccolo e geniale investigatore belga Hercule Poirot, pubblicato per la prima volta nel Regno Unito nel 1924.

## Trama
Hercule Poirot e Arthur Hastings hanno invitato Japp per un tè, e la loro conversazione cade sulla recente scomparsa di un banchiere, Mr Davenheim, da casa sua, I Cedri. Con molta ostentazione della sua intelligenza, Poirot fa una scommessa da 5 sterline con Japp: riuscire a risolvere il caso in una settimana, senza mai muoversi dal suo appartamento. Quello che si sa è che Davenheim è tornato a casa a mezzogiorno del sabato. L'uomo sembrava tranquillo, è uscito per andare a imbucare alcune lettere il pomeriggio, lasciando detto che doveva arrivare un certo Mr Lowen, per un appuntamento d'affari, che andava fatto accomodare nello studio in attesa del suo ritorno. Mr Davenheim però non era mai più tornato e non c'era nessuna sua traccia nelle vicinanze. La polizia era stata chiamata la domenica mattina e il lunedì si era scoperto che la cassaforte di Davenheim era stata aperta, e il suo contenuto portato via – denaro, obbligazioni e molti gioielli. Nonostante fosse presente nello studio, Mr Lowen non è stato arrestato, solo tenuto sotto osservazione. Lowen era andato da Davenheim per discutere di alcuni affari a Buenos Aires, dato che lo stesso Davenheim era stato in Sudamerica l'autunno prima. Poirot dirige la sua attenzione su un laghetto che si trova nella proprietà dei Davenheim, e chiede a Japp di farlo scandagliare; e sul fatto che lo scomparso portasse i capelli abbastanza lunghi, la barba e i baffi. 
Il giorno dopo Japp va da Poirot per dirgli che i vestiti di Davenheim sono stati trovati in fondo al lago, e che Lowen è stato arrestato. Un ladruncolo comune, Billy Kellett, che era stato in galera per tre mesi per borseggio, ha visto Lowen gettare l'anello di Davenheim dentro un fosso, il sabato. Kellett l'ha recuperato, portato a Londra, venduto, coi soldi ottenuti si è ubriacato e per questo è finito in cella un'altra volta. Poirot vuole che Japp risponda ad una domanda: i Davenheim avevano la camera in comune? Non appena saputa la risposta al quesito (che è no, i due hanno delle camere separate), Poirot sa come sono andate le cose, e dice a Hastings e Japp di ritirare gli eventuali soldi che potrebbero avere nella banca di Davenheim, prima che crolli. Quando il giorno dopo la banca effettivamente fa bancarotta, Poirot racconta tutto: Davenheim era a conoscenza dei problemi finanziari della sua banca, e per questo aveva cominciato a preparare il terreno per la sua nuova vita. L'autunno prima non si era recato a Buenos Aires, era rimasto in Inghilterra sotto l'identità fittizia di Billy Kellett, facendosi quindi anche 3 mesi di galera in modo da rimanere impresso alla polizia. Non dormendo nella stessa camera l'uomo così poteva fingere di avere ancora la barba e i baffi, cose che invece non aveva più. Il sabato della supposta sparizione, Davenheim aveva scassinato la sua cassaforte prima che Lowen arrivasse a casa sua. Dopo di che si era recato a Londra, aveva venduto il suo anello e si era fatto arrestare, in modo che mai nessuno potesse andare a cercarlo proprio là. Davenheim aveva colto l'occasione della sua sparizione per mettere nei guai Lowen, un suo nemico in affari. La signora Davenheim identifica il marito e Japp paga la vincita a Poirot.

## Edizioni
- Agatha Christie, La sparizione del signor Davenheim, traduzione di Lidia Lax, collana Oscar Mondadori, Mondadori, 2006,  p. 236, ISBN 88-04-51610-0.